# Aiko (nome)
Aiko (in giapponese: 愛子) è un nome proprio di persona giapponese femminile.

## Origine e diffusione
Come molti nomi giapponesi, può essere formato da diverse combinazioni di kanji; tra queste, 愛 (ai, "amore", "affetto") e 子 (ko, "bambino/a"). Il primo kanji si ritrova anche nei nomi Ai e Aimi, il secondo in Fujiko, Keiko, Chiyoko, Yōko, Naoko, Tamiko, Akiko, Ayako, Sachiko, Atsuko e Reiko.

## Onomastico
È un nome adespota, cioè privo di santo patrono; l'onomastico può essere festeggiato il 1º novembre, per la ricorrenza di Ognissanti.

## Persone
- Aiko, principessa giapponese
- Aiko, cantante giapponese
- Aiko, nata Alёna Širmanova-Kostebelova, cantante ceca
- Aiko Kayō, cantante e idol giapponese
- Aiko Miyake, nuotatrice giapponese
- Aiko Nakamura, tennista giapponese